# Fily Dabo Sissoko
Pour les articles homonymes, voir Sissoko.
Fily Dabo Sissoko est un écrivain et homme politique malien, né le 15 mai 1900 à Horokoto (Soudan français, actuel Mali, dans le Cercle de Bafoulabé) et mort le 30 juin 1964 dans un bagne à Kidal.

## Biographie
D'origine malinké, il fait ses études primaires à Bafoulabé, puis s’inscrit à l’École normale William-Ponty de Gorée (Sénégal). Il enseigne à l’école régionale de Bafoulabé avant de devenir en 1933 chef de canton de Niambia, succédant à son père. Il participe aux activités liées au Front populaire et à la Résistance.
En 1945, il est élu député du Soudan français à l’Assemblée constituante française ainsi qu’en 1946, puis à l’Assemblée nationale française en 1946, 1951 et 1956. Il devient sous-secrétaire d’État à l’Industrie et au Commerce du gouvernement Robert Schuman (2) (du 5 au 11 septembre 1948).	
Il est à la tête du Parti progressiste soudanais (PSP), parti politique conservateur, ayant le soutien des chefs traditionnels et des colonisateurs. En 1957, lors des élections cantonales, le PSP est battu pour l’Union soudanaise-Rassemblement démocratique africain (US/RDA) de Modibo Keïta. Alors que les partis fusionnent en 1959, Fily Dabo Sissoko s’oppose à l’option socialiste prônée par Modibo Keïta. Celui-ci, devenu président du Mali indépendant, le fait emprisonner en 1962 parce qu’il s’oppose à la création du franc malien. Condamné à mort pour tentative de déstabilisation de l’État, il voit sa peine commuée en prison à perpétuité. Il purge sa peine dans un bagne près de Kidal où il meurt dans des conditions mystérieuses en 1964.
Parallèlement à sa carrière politique, il est écrivain et publie de nombreux poèmes, des nouvelles et des essais, s’attachant à la défense de l’identité culturelle malienne. Il participe à la réhabilitation de la tradition orale.
Il était membre de la franc-maçonnerie.

## Ouvrages
- 1936 : La Politesse et la civilité des Noirs (essai publié dans le Bulletin de la recherche du Soudan)
- 1950 : Les Noirs et la culture : Introduction aux problèmes de l’évolution des peuples noirs (essai publié à New York)
- 1953 : Crayons et portraits (poésie, Mulhouse, Imprimerie Union)
- 1953 : Harmakhis, poèmes du terroir africain (Paris, Éditions de la Tour du Guet)
- 1955 : Sagesse noire, sentences et poèmes malinkés (Paris, Éditions de la Tour du Guet)
- 1955 : La passion de Djimé (roman Paris, Éditions de la Tour du Guet)
- 1957 : Coup de sagaie, controverse sur l’Union française (essai, Éditions La Tour du Guet, Paris,)
- 1959 : Une page est tournée (essai, Dakar, Diop)
- 1962 : La savane rouge (Avignon, Presses universelles)
- 1963 : Poèmes de l’Afrique noire (recueil de poésie, Paris, Éditions Debresse)
- 1970 : Les Jeux de destin (poésie, Paris, Éditions Jean Grassin)
- 1970 : Au-dessus des nuages de Madagascar au Kenya (poésie, Paris, Éditions Jean Grassin)